# Isidor Rosenthal
Pour les articles homonymes, voir Rosenthal.
Julius Isidor Rosenthal (16 juillet 1836 - 2 janvier 1915) est un physiologiste prussien originaire de Labischin.

## Biographie
En 1859, il obtient son doctorat à l'Université de Berlin, où il est l'élève d'Emil du Bois-Reymond (1818-1896). Ensuite, il reste à Berlin en tant qu'assistant à l'institut de physiologie, où en 1867 il devient professeur assistant. En 1872, il est nommé professeur de physiologie à l'Université d'Erlangen.
Rosenthal contribue à la recherche physiologique sur la respiration et aux recherches sur la régulation de la chaleur chez les animaux à sang chaud.
Il est l'auteur de plusieurs articles dans Lehrbuch der Physiologie de Ludimar Hermann et devient en 1881 rédacteur en chef de la revue scientifique Biologisches Zentralblatt. Son livre Allgemeine Physiologie der Muskeln und Nerven (Physiologie générale des muscles et des nerfs) est ensuite traduit en anglais.

## Publications
- Die Athembewegungen und Ihre Beziehungen zum Nervus Vagus, (Mouvements respiratoires et leur relation avec le nerf vague ); Berlin, 1862
- Zur Kenntniss der Wärmeregulirung bei den Warmblütigen Thieren, (Concernant la régulation de la chaleur chez les animaux à sang chaud) Erlangen, 1872
- Elektricitätslehre für Mediziner und Elektrotherapie, (Leçons sur l'électricité pour les médecins et l' électrothérapie ); ib. 1862 (troisième édition avec Martin Bernhardt (1844-1915), 1882
- Allgemeine Physiologie der Muskeln und Nerven (Physiologie générale des muscles et des nerfs), Leipsic, 1878 (deuxième édition 1898)
- Bier und Branntwein in Ihren Beziehungen zur Volksgesundheitspflege, ( Bière et spiritueux dans leur importance pour la santé publique), Berlin, 1881
- Vorlesungen über Oeffentliche und Private Gesundheitspflege (Conférences sur les soins de santé publics et privés); Erlangen, 1887.